# آنا اریکسون
آنا سوفیا اریکسون (زاده ۲۲ آوریل ۱۹۷۷) هنرمند، فیلمساز، آهنگساز و خواننده فنلاندی است. در سپتامبر ۲۰۱۸، فیلم آوانگارد M به کارگردانی و تهیه کنندگی اریکسون اولین نمایش جهانی خود را در هفته بین‌المللی منتقدان در هفتاد و پنجمین دوره جشنواره بین‌المللی فیلم ونیز داشت. اریکسون یکی از موفق‌ترین خواننده‌های تاریخ چارت فنلاند است.